# Сад Блонье
Сад Бло́нье — парк в центре Смоленска, одна из достопримечательностей города.

## История сада

Сад Блонье до революции 1917 г.

В черте города местность Блонье оказалась в XVI веке. Сад Блонье официально был заложен в 1830 году. В это время ровную площадку у стен Смоленской крепости, использовавшуюся как плацдарм для муштры солдат, указом императора Николая I стали переоборудовать под сад. Руководил строительством тогдашний губернатор Смоленщины Николай Иванович Хмельницкий. В 1885 году здесь был торжественно открыт памятник композитору М. И. Глинке, поэтому Блонье в наше время носит название сад им. М. И. Глинки.
Сразу после окончания Великой Отечественной войны в Блонье установили бронзовую статую оленя, вывезенную с дачи Германа Геринга, и двух львов. Это были трофеи, и на оленьем туловище некоторое время даже красовалась надпись: «Подарок из Восточной Пруссии детям Смоленска от гвардейцев Энского корпуса».
В конце семидесятых годов прошлого столетия композицию памятника Глинки усовершенствовали: разместили несколько динамиков, через которые систематически транслируют музыку, сочинённую композитором.

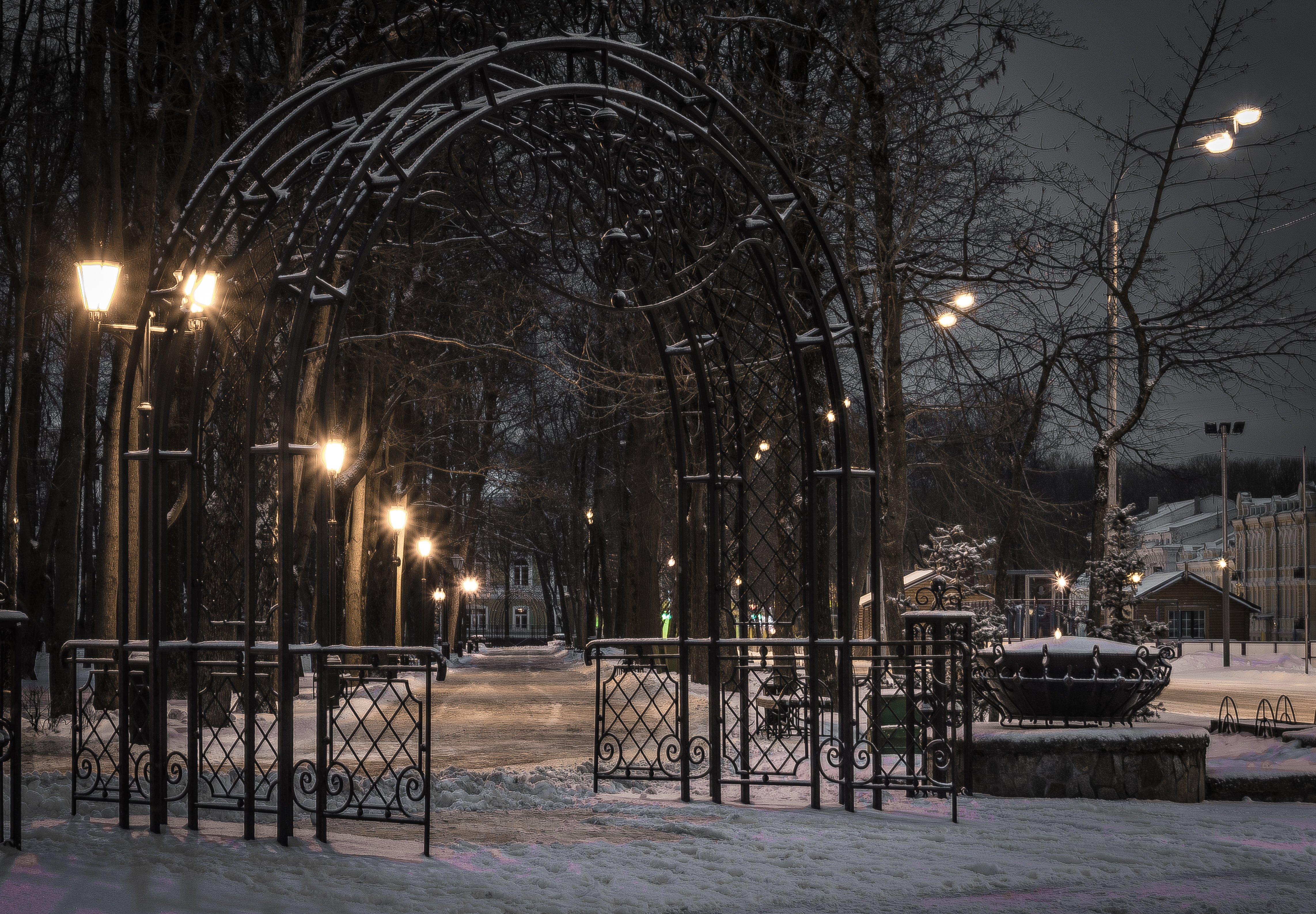
Вход в Сад Блонье со стороны ул. Ленина

В 2009 году по углам парка установили ажурные кованые арки, которые несколько изменили внешний вид парка.
В 2011—2012 годах в парке по распоряжению Администрации города были частично вырублены самые уникальные деревья, возраст которых превышал 100 лет.
В центре сада находится музыкальный фонтан, от него в разные стороны расходятся пешеходные дорожки. Этот городской парк сегодня является излюбленным местом отдыха горожан и туристов.

## Происхождение названия
Доцент кафедры русского языка и литературы Смоленского университета, чьими трудами были опубликованы несколько выпусков «Словаря смоленских говоров», Анастасия Ильинична Иванова, объясняет происхождение названия следующим образом:

«Слово „Болонье“ — исконно русское. Несомненно, что в прошлом оно имело в русском языке более широкое употребление, о чём свидетельствуют, в частности, данные топонимики… Так, например, в Смоленской области насчитывается 20 сел и деревень, в названии которых отражено интересующее нас слово или производные образования. Только в бывшем Духовщинском уезде есть девять деревень с названием Аболонье… Такая же деревня значится и в бывшем Поречском уезде… В Сычевском уезде известна деревня Заболонье… В числе древних смоленских городов упоминается Оболенск… Материалы письменных памятников и живых современных говоров свидетельствуют о том, что слово „болонье“ имеет несколько значений… 1. Сырой луг, низменное, заросшее травой и заливаемое водой место. 2. Открытое пространство, ровная площадка на местности, — совсем горячо! — предместья, окраина города, села… В „Военном словаре“ Тучкова указывается, что слово „болонье“ — старинное российское слово, значит открытое место перед крепостью или городом, для удобнейшей стрельбы с валов или стен».